# Vieux-Thann
Vieux-Thann [vjø tan] (deutsch Altthann) ist eine französische Gemeinde mit 2874 Einwohnern (Stand 1. Januar 2022) im Département Haut-Rhin in der Region Grand Est. Die auf das 12. Jahrhundert zurückgehende Kirche Saint-Dominique ist durch ihre Kunstschätze bedeutend. 

## Geografie
Die Gemeinde Vieux-Thann liegt im Tal der Thur am Fuß der Vogesen, unmittelbar südöstlich der Stadt Thann und ist etwa 20 Kilometer von Mülhausen entfernt.

## Bevölkerungsentwicklung
| Jahr      | 1962 | 1968 | 1975 | 1982 | 1990 | 1999 | 2007 | 2019 | 2020 |
| Einwohner | 2939 | 3083 | 2889 | 2770 | 2864 | 2979 | 2894 | 2815 | 2836 |

## Verkehr
Vieux-Thann hat einen Bahnhof an der TER-Bahnstrecke Lutterbach–Kruth, die auf der gleichen Trasse wie die Strecke Tram-Train Mulhouse–Vallée de la Thur der Straßenbahn Mülhausen verkehrt.
Durch die Gemeinde verläuft auch die französische Nationalstraße N 66, identisch mit der Europastraße 512, die von Mülhausen über den Col de Bussang nach Remiremont in Lothringen führt.

## Weinbau
Im Gemeindegebiet von Vieux-Thann befindet sich an den Steilhängen der Thur mit dem Rangen das südlichste Weinbaugebiet im Elsass.

## Partnerschaft
Mit der Ortschaft Rammersweier, einem Stadtteil von Offenburg in Baden-Württemberg, verbindet Vieux-Thann seit 2003 eine Gemeindepartnerschaft.